# Станислав Лукасик
Станислав Лукасик (пол. Stanisław Łukasik) (2 грудня 1964, Кельці) — польський історик та дипломат. Генеральний консул Республіки Польща у Харкові (2014—2016).

## Життєпис
Народився 2 грудня 1964 року в місті Кельці (Польща). У 1988 році закінчив Вищу педагогічну школу за фахом «учитель, магістр історії».
У 1989—1991 рр. — працював у департаменті кадрів Міністерства закордонних справ Республіки Польща, спочатку стажер-юрист, потім старший референт.
У 1991—1994 рр. — експерт у департаменті консульства та у справах еміграції Міністерства закордонних справ Республіки Польща.
У 1994—1999 рр. — 3-й секретар / 2-й секретар у Посольстві Республіки Польща в Москві.
У 1999—2002 рр. — старший експерт у департаменті консульської[джерело?] Міністерства закордонних справ Республіки Польща.
У 2002—2005 рр. — Перший секретар в департаменті консульський та у справах Полонії Міністерства закордонних справ Республіки Польща.
У 2005—2009 рр. — радник в Посольстві Республіки Польща в Москві.
У 2009—2014 рр. — перший радник/радник-міністр, начальник Східного відділу в консульському департаменті Міністерства закордонних справ Республіки Польща.
У 2014—2015 рр. — Генеральний Консул Республіки Польща у Харкові.